# Павловский сельсовет (Гродненская область)
Па́вловский сельсовет (белор. Паўлаўскі сельсавет; до 1966 года — Новосёлковский) — административная единица на территории Слонимского района Гродненской области Республики Беларусь. Административный центр — агрогородок Новосёлки.

## История
Образован 12 октября 1940 года как Новосёлковский сельсовет в составе Козловщинского района Барановичской области БССР. Центр — деревня Новосёлки.
С 8 января 1954 года в составе Гродненской области.
30 августа 1957 года в состав сельсовета из Пиронимского сельсовета переданы деревни Озаричи и Омельники. С 20 января 1960 года в составе Слонимского района.
22 июля 1966 года центр сельсовета перенесён в деревню Павлово, сельсовет переименован в Павловский.
6 августа 1979 года к сельсовету присоединена часть упраздненного Слонимского сельсовета.
1 мая 2020 года административный центр из деревни Павлово перенесён в агрогородок Новосёлки.

## Состав
Павловский сельсовет включает 15 населённых пунктов:
- Азаричи — деревня.
- Акачи — деревня.
- Амельники — деревня.
- Задворье — деревня.
- Милошевичи — деревня.
- Митьковичи — деревня.
- Новики — деревня.
- Новосёлки — агрогородок.
- Павлово — деревня.
- Петралевичи I — деревня.
- Петралевичи II — деревня.
- Приречье — деревня.
- Тальковщина — деревня.
- Ферадки — деревня.
- Шундры — деревня.

## Демография
По состоянию на 2011 год проживает 1780 человек, из них трудоспособных 898 человек, старше трудоспособного возраста 584 человек, детей 298, количество хозяйств 811.

## Производственная сфера
- Петралевичский мастерской участок ГЛХУ «Слонимский лесхоз»
- Филиал « Павлово-Агро» ОАО « Слонимский мясокомбинат».

## Социально-культурная сфера
На территории сельского Совета имеется Новоселковская средняя школа-сад на 210 мест, 4 сельских клуба, 4 библиотеки, 3 фельдшерско-акушерских пункта

## Памятные места
На территории Павловского сельского Совета имеется пять мест воинских захоронений:
- Обелиск Славы возле деревни Павлово воздвигнут в честь мирных граждан, которые погибли в годы Великой Отечественной войны в 1941—1945 годах
- Братская могила возле обелиска Славы захоронено 20 человек, из которых 15 неизвестных и 4 человека военнослужащие;
- Курган «Бессмертия» здесь захоронено 17 партизан отряда «Непобедимый»
- Братская могила в деревне Азаричи, где захоронено 14 сожженных жителей и расстреляно 5 советских активистов жителей деревни Азаричи
- Обелиск около деревни Тальковщина, где похоронены 69 неизвестных воинов и мирных жителей.

## Достопримечательности
На территории сельсовета имеется геоморфологический памятник природы — типовая песчаная гряда «Приречская дюна», которая образовалась примерно 10—14 тысяч лет тому назад.